# Parigny-les-Vaux
Parigny-les-Vaux és un municipi francès, situat al departament del Nièvre i a la regió de Borgonya - Franc Comtat. L'any 2007 tenia 974 habitants.

## Demografia

### Població
El 2007 la població de fet de Parigny-les-Vaux era de 974 persones. Hi havia 382 famílies, de les quals 76 eren unipersonals (24 homes vivint sols i 52 dones vivint soles), 129 parelles sense fills, 153 parelles amb fills i 24 famílies monoparentals amb fills.
La població ha evolucionat segons el següent gràfic:
Habitants censats

### Habitatges
El 2007 hi havia 452 habitatges, 391 eren l'habitatge principal de la família, 33 eren segones residències i 28 estaven desocupats. 441 eren cases i 10 eren apartaments. Dels 391 habitatges principals, 341 estaven ocupats pels seus propietaris, 43 estaven llogats i ocupats pels llogaters i 7 estaven cedits a títol gratuït; 2 tenien una cambra, 17 en tenien dues, 48 en tenien tres, 138 en tenien quatre i 186 en tenien cinc o més. 284 habitatges disposaven pel capbaix d'una plaça de pàrquing. A 133 habitatges hi havia un automòbil i a 227 n'hi havia dos o més.

### Piràmide de població
La piràmide de població per edats i sexe el 2009 era:
| Homes | Edats   | Dones |
| ----- | ------- | ----- |
| 0     | 95 o +  | 0     |
| 0     | 90 a 94 | 4     |
| 4     | 85 a 89 | 8     |
| 0     | 80 a 84 | 4     |
| 4     | 75 a 79 | 8     |
| 20    | 70 a 74 | 8     |
| 12    | 65 a 69 | 32    |
| 20    | 60 a 64 | 16    |
| 48    | 55 a 59 | 28    |
| 20    | 50 a 54 | 48    |
| 64    | 45 a 49 | 32    |
| 28    | 40 a 44 | 52    |
| 24    | 35 a 39 | 20    |
| 48    | 30 a 34 | 20    |
| 24    | 25 a 29 | 36    |
| 28    | 20 a 24 | 16    |
| 64    | 15 a 19 | 32    |
| 24    | 10 a 14 | 12    |
| 32    | 5 a 9   | 20    |
| 32    | 0 a 4   | 16    |

## Economia
El 2007 la població en edat de treballar era de 669 persones, 501 eren actives i 168 eren inactives. De les 501 persones actives 452 estaven ocupades (243 homes i 209 dones) i 49 estaven aturades (22 homes i 27 dones). De les 168 persones inactives 66 estaven jubilades, 48 estaven estudiant i 54 estaven classificades com a «altres inactius».

### Ingressos
El 2009 a Parigny-les-Vaux hi havia 393 unitats fiscals que integraven 1.003 persones, la mediana anual d'ingressos fiscals per persona era de 19.227 €.

### Activitats econòmiques
Dels 20 establiments que hi havia el 2007, 1 era d'una empresa extractiva, 8 d'empreses de construcció, 2 d'empreses de comerç i reparació d'automòbils, 1 d'una empresa d'hostatgeria i restauració, 1 d'una empresa d'informació i comunicació, 2 d'empreses immobiliàries, 3 d'empreses de serveis i 2 d'empreses classificades com a «altres activitats de serveis».
Dels 8 establiments de servei als particulars que hi havia el 2009, 2 eren guixaires pintors, 2 fusteries, 1 electricista, 1 restaurant i 2 agències immobiliàries.
L'any 2000 a Parigny-les-Vaux hi havia 13 explotacions agrícoles que ocupaven un total de 1.770 hectàrees.

## Equipaments sanitaris i escolars
El 2009 hi havia una escola elemental.

## Poblacions més properes
El següent diagrama mostra les poblacions més properes.